# Laurent-Claude Abrivard
Laurent-Claude Abrivard, född 16 augusti 1968, är en fransk travkusk, montéryttare och travtränare.
Han tog sin första seger i karriären på Vincennesbanan i Paris den 29 augusti 1984, i ett montélopp. Sin 1000:e seger som tränare tog han den 24 april 2010 på Hippodrome d'Enghien-Soisy, och som kusk/ryttare den 12 april 2015 i Saumur. 2011 slutade han att rida montélopp, men fortsatte att köra sulkylopp samt träna hästar.
Han är far till kusken och ryttaren Alexandre Abrivard.